# Anna Maria Pedrazzi Cipolla
Anna Maria Pedrazzi Cipolla (Cento, 4 novembre 1944) è una politica italiana.

## Biografia
Nel 1983 è stata eletta deputata per il Partito Comunista Italiano, venendo poi rieletta a Montecitorio nel 1987.
Dopo lo scioglimento del PCI aderisce al Partito Democratico della Sinistra, per la quale viene eletta senatrice nel 1992. Durante l'XI legislatura è membro della Giunta per le elezioni e le immunità parlamentari del Senato della Repubblica.
Nel 1994 non si ricandida alle elezioni e lascia la politica.